# 皮氏青長尾鱈
皮氏青長尾鱈為輻鰭魚綱鱈形目鼠尾鱈科的其中一種。

## 分布
本魚分布在南極圈附近的海域。

## 特徵
本魚頭部大從側面看為圓錐狀，其上佈滿顯而易見的大側線孔，頭部後半段至第一背鰭基底隆起，似駝背狀，體型延長越近尾部越細。口大，端位，上頜有2列犬齒，嘴不會突出，吻部鈍短，大部分裸露無鱗。鰓條骨6條，其中第一及第二條臀鰭等長，均甚短。鱗片小而易脫落，上有1至3列弱小的棘刺。體純為深棕色。體長可達50公分。

## 生態
生活於寒帶的海域，身海底棲性，分布於500至3800公尺的水域。以橈腳類等小型無脊椎動物為食。

## 經濟利用
為常見魚類，無經濟價值。